# Gilroy
Gilroy város az USA Kalifornia államában, Santa Clara megyében. Lakosainak száma 59 520 fő (2020. április 1.).

## Népesség
A település népességének változása:

| 2010 | 48 821 |
| 2020 | 59 520 |